# Peloponnesia megaspiliella
Peloponnesia megaspiliella är en fjärilsart som beskrevs av Leo Sieder 1959. Peloponnesia megaspiliella ingår i släktet Peloponnesia och familjen säckspinnare. Inga underarter finns listade i Catalogue of Life.